# City of New York (Schiff, 1888)
Die City of New York war ein 1888 in Dienst gestelltes eisernes Linienschiff der Inman Line (Liverpool, New York & Philadelphia Steamship Company).

## Das Schiff
Gebaut wurde das Schiff 1888 in der Werft J. & G. Thomson, Glasgow (später: John Brown and Company, 1899) als Passagierschiff für den Dienst auf dem Nordatlantik. Der Stapellauf fand am 15. März 1888 statt.
Das Schiff war 170,7 Meter lang und 19 Meter breit.
Die City of New York war nach der Verschrottung der Great Eastern das größte Schiff der Welt.
Mit zwei Schiffspropellern und einer leistungsstarken Maschine der Firma Thomson konnte sie eine Geschwindigkeit von 20 kn erreichen.

## Besonderes
Die Schiffe der Traditionsreederei waren daran zu erkennen, dass alle Namen mit dem Präfix „City of ...“ begannen.
Die City of New York war aus Eisen gefertigt und hatte keine Hilfsbesegelung, aber sie hatten einen Klippersteven, mit dem sie an ein Segelschiff erinnerte.

## Passagierkapazität und Passagiere
Die City of New York hatte Platz für 1740 Passagiere. Vom 20. September 1888 bis zum 29. September 1888 reisten Friedrich Engels, Carl Schorlemmer, Edward Aveling und Eleanor Marx mit diesem Schiff von New York nach England.

## Geschichte
Für die Reederei war der Einsatz der City of New York ein voller Erfolg, bereits 1892 übertraf sie den Transatlantikrekord auf der Fahrt von Amerika nach Europa mit einer Geschwindigkeit von 20,11 kn.
Als die Inman Line im Jahr 1893 in die amerikanische American Line überging, wurde bei allen Schiffsnamen das „City of“ gestrichen, so dass die City of New York ab 1893 nur noch New York hieß.
Sie wurde umgebaut. Ihre Beförderungskapazität verringerte sich auf 1265 Plätze, aber die Auswandererklasse verbesserte sich.
Während des Spanisch-Amerikanischen Kriegs erhielt sie den Namen Harvard und diente als Hilfskreuzer.
1901 bis 1903 wurde sie modernisiert und behielt nur noch zwei Schornsteine. Als die Titanic am 10. April 1912 zu ihrer Jungfernfahrt nach Amerika auslief, kam es fast zu einer Kollision mit der am Dock vertäuten New York. Durch den Sog der Schiffsschrauben der Titanic rissen die hinteren Taue und das Heck der New York kam der Titanic gefährlich nahe. Nur durch das schnelle Handeln von Kapitän Edward J. Smith und dem Schlepper Vulcan, der die New York wegzog, konnte ein Zusammenstoß verhindert werden. Die New York wurde weggeschleppt und die Titanic setzte ihre Reise mit einer Stunde Verspätung fort.
Zu diesem Zeitpunkt befand sich der deutsch-amerikanische Geschäftsmann Isidor Straus auf der Jungfernfahrt der Titanic. Dieser war auch Passagier während der Jungfernfahrt der City of New York 1888.
Im Ersten Weltkrieg wurde sie von der amerikanischen Kriegsmarine requiriert und transportierte unter dem Namen Plattsburg amerikanische Truppen nach Europa.
Nach Ende des Krieges und ihrer Rückkehr zur American Line fuhr sie wieder unter dem Namen New York.
Ab 1921 fuhr sie für die Polish Navigation Company die Linie New York – Danzig.
1923 wurde sie verkauft und später verschrottet.